# Mapinguaritermes
Mapinguaritermes  (лат.) — род термитов из подсемейства Syntermitinae.

## Распространение
Неотропика: Бразилия, Гайана, Перу.

## Описание
Мелкие термиты, длина солдат менее 1 см. Боковые края пронотума, мезонотума и метанотума гладкие (у Armitermes они зубчатые). Головная капсула гладкая, без пунктур или выступов.
Голова мономорфных солдат отличается длинным носом-трубочкой (фонтанеллой, длина которой вместе с головой не менее 3 мм), который служит для распыления химического веществ, отпугивающих врагов (муравьи и другие хищники); направлен вперёд (у сходного рода Silvestritermes трубочка направлена слегка вверх, а её длина вместе с головой менее 2,3 мм). Жвалы солдат развиты, функционирующие, симметричные (у сходного рода Silvestritermes жвалы слегка асимметричные). Лабрум шире своей длины. Формула шпор голеней рабочих и солдат: 2-2-2. Усики рабочих и солдат — 14-члениковые.

## Систематика
Род был впервые образован в 2012 году на основании выделения двух ранее описанных видов из рода Armitermes.
1. Mapinguaritermes grandidens (Emerson, 1925) (Бразилия, Гайана), = Armitermes grandidens Emerson, 1925[4]typus
2. Mapinguaritermes peruanus Holmgren, 1906 (Бразилия, Перу), = Armitermes peruanus Holmgren, 1906[5]